# Seth von Konow
Seth von Konow, född 6 januari 1854 på Östantorp i Åtvids socken, död 26 maj 1944 i Stockholm, var en svensk sjöofficer.
Seth von Konow var son till lantmätaren Karl Johan Berndt von Konow. Efter skolutbildning i Västervik genomgick han Sjökrigsskolan och blev 1874 underlöjtnant vid flottan. Som ung officer var han sjökommenderad på olika fartyg, bland annat tjänstgjorde han vid minvapnet. År 1884 trädde von Konow i fransk örlogstjänst och medföljde en expedition till Tonkin samt deltog 1884–1885 i fransk-kinesiska kriget. Sedan han med kaptens grad återinträtt i svenska flottan, var han bland annat chef för Skeppsgossekåren i Karlskrona 1899–1902, chef för underofficers- och sjömanskårerna i Stockholm 1904–1909 samt hade flera sjökommenderingar bland annat som chef för pansarskeppet Tapperheten 1903–1905. 1899 blev han kommendörkapten av första graden. von Konow lämnade den aktiva tjänsten 1909 och var sekreterare i Svenska turistföreningen till 1914, varefter han till 1924 var militär censor i Statens biografbyrå och 1919–1927 tjänsteman vid Stockholms stadsarkiv. På äldre dagar ägnade han sig trots att han blev blind åt släktforskning. von Konow var även litterärt och musikaliskt begåvad, och hade stora intressen utom yrket, särskilt etnografiska. Han var även en uppskattad sällskapsmänniska och satt ofta som ålderspresident i Travellers Club. Han utgav bland annat Svensk-fransk och fransk-svensk sjömilitärisk ordbok (1887), Adliga ätten von Konow (1939) och uppsatser med populära skildringar från sitt liv och författade även sina memoarer, vilka angavs ej få publiceras förrän 1970. von Konow invaldes 1901 i Örlogsmannasällskapet. Han blev riddare av Svärdsorden 1894. von Konow vilar på Gamla kyrkogården i Västervik.